# オッパヴィア (小惑星)
オッパヴィア (255 Oppavia) は、小惑星帯に位置するP型小惑星の一つ。ケレス族に分類された事もあるが、スペクトルが違うため現在では無関係と見なされている。
1886年3月31日にオーストリアの天文学者、ヨハン・パリサがウィーンで発見し、パリサが生まれたチェコ（当時はオーストリア・ハンガリー帝国）の町、オパヴァ (Opava) にちなんで命名された。